# Zingiber perenense
Zingiber perenense là một loài thực vật có hoa trong họ Gừng. Loài này được Nripemo Odyuo, Dilip Kr. Roy, Chalbasson Lyngwa và Ashiho A. Mao miêu tả khoa học đầu tiên năm 2019.

## Mẫu định danh
Mẫu định danh: N.Odyuo & D.K.Roy 138352; thu thập ngày 16 tháng 7 năm 2018 từ cây trồng tại Vườn thực nghiệm của Trung tâm Khu vực miền Đông của Cục Khảo sát Thực vật Ấn Độ ở Shillong, huyện East Khasi Hills, bang Meghalaya. Nguyên được thu thập tại làng Tesen, huyện Peren, bang Nagaland, đông bắc Ấn Độ. Mẫu holotype lưu giữ tại Trung tâm Khu vực miền Đông của Cục Khảo sát Thực vật Ấn Độ (ASSAM).

## Từ nguyên
Tính từ định danh perenense (giống đực / giống cái: perenensis) trong tiếng Latinh lấy theo địa danh huyện Peren, nơi thu mẫu định danh của loài này.

## Phân bố
Loài này là đặc hữu huyện Peren, bang Nagaland, đông bắc Ấn Độ.

## Phân loại
Z. perenense được xếp trong tổ Cryptanthium, dựa vào cụm hoa trên cống cụm hoa phủ phục, với cành hoa bông thóc xuất hiện ngay trên mặt đất và các hạt phấn hoa hình elipxoit của nó, với chạm trổ màng ngoài kiểu sọc xoắn.

## Mô tả
Cây thảo thân rễ; thân rễ gần như dạng thân bò, có mùi, đường kính 2–3 cm, màu trắng kem ở mặt cắt ngang với hai vòng, sau đó chuyển thành hơi ánh xanh lam sáng; rễ nhiều, mọng, không củ. Chồi lá cao đến 70 cm, với thân giả thẳng đứng dày 1–3 cm; bẹ không phiến lá 2, dài 10–20 cm, màu xanh lục với ánh tía sáng, có lông tơ; bẹ lá màu xanh lục, có lông tơ. Lá 6–10, có cuống lá; cuống lá dài đến 1,5 cm, dạng gối, có lông tơ; lưỡi bẹ dạng màng, dài 1–3,5 cm, 2 thùy, có lông tơ, các thùy thuôn dài-hình mác, dài 0,5–1,5 cm; phiến lá hình trứng đến hình mác ngược, 14–45 × 6–12 cm, mặt gần trục có màu xanh lục sẫm, nhẵn bóng, có lông tơ, mặt xa trục màu xanh lục nhạt, có lông che phủ khắp, đáy hình nêm, đỉnh nhọn thon, mép nguyên. Cụm hoa mọc từ thân rễ, chìm một nửa trong lòng đất, 1–2 mỗi thân giả; cuống cụm hoa dài 1,5–3 cm, với 4–6 lá bắc vô sinh; lá bắc vô sinh hình elip-hình trứng đến hình trứng-hình mác, 0,5–4,5 × 1–2 cm, màu trắng kem đến xanh lục nhạt với các ánh tía, mặt ngoài có lông tơ, mặt trong nhẵn nhụi, đỉnh tù tới nhọn. Cành hoa bông thóc thẳng đứng, hình elipxoit, 5–6 × 2–3 cm, với 15–25 lá bắc sinh sản; lá bắc thuôn dài-hình mác đến thuôn dài-thẳng, 4–4,5 × 0,5–1,2 cm, màu xanh lục nhạt đến trắng kem, với các ánh tía dọc theo mép, có lông tơ, đỉnh nhọn; lá bắc con dài hơn ống tràng hoa, thuôn dài-hình mác, 3,5–4 × 0,6–1 cm, màu trắng kem, có lông tơ, đỉnh 2 răng. Hoa 1 mỗi lá bắc, dài 5,5–7 cm; đài hoa hình ống, dài 2–2,5 cm, chẻ một bên (tới 1,5 cm tính từ đỉnh), có lông tơ, màu trắng kem, 3 răng đỉnh; ống tràng thanh mảnh, màu trắng, dài 2,7–3 cm, đường kính 0,3–0,4 cm, có lông tơ; các thùy tràng hoa gần bằng nhau, mặt lưng có lông tơ, màu đỏ, đỉnh nhọn thon; thùy tràng lưng thuôn dài-hình mác, 3–4 × 0,4–0,6 cm; các thùy tràng bên thẳng-hình mác, 2,5–3 × 0,3–0,5 cm, bám vào đáy ở mặt xa trục của cánh môi. Cánh môi ngắn hơn thùy tràng hoa, thuôn dài-hình mác, 1,8–2,3 × 0,7–1 cm, nhẵn nhụi, màu trắng với các sọc màu đỏ ánh tía, đỉnh tù; nhị lép bên không phát triển hoặc tiêu giảm, hình trứng, hợp sinh với cánh môi khoảng 3/4 chiều dài, màu trắng ánh vàng, với các đốm màu đỏ ánh tía, đỉnh 2 răng. Nhị dài 2,5–3 cm; chỉ nhị khác biệt, dài 3–4 mm, màu vàng cam nhạt; mô vỏ bao phấn song song, 1,2–1,5 × 0,3–0,4 cm, màu trắng kem; mào bao phấn thuôn dài, hình mỏ, dài 1–1,3 cm, màu da cam, bao quanh vòi nhụy, nhẵn nhụi. Hạt phấn hoa hình elipxoit, 90–125 × 40–50 μm, với chạm trổ màng ngoài dạng sọc xoắn và chỏm không trang trí; các sọc liên tục dọc theo trục của hạt, xoắn ốc, phân nhánh, không tụ lại ở đỉnh. Bầu nhụy thuôn dài, 3–5 × 3–4 mm, màu kem, rậm lông, 3 ngăn, noãn đính trụ; vòi nhụy hình chỉ, dài 4,5–5 cm, màu trắng, nhẵn nhụi; đầu nhụy màu trắng, lỗ nhỏ hình tròn với lông cứng ở biên; tuyến trên bầu 2, thẳng, dài 4–5 mm, đỉnh nhọn, màu trắng kem. Không thấy quả. Ra hoa tháng 7-8.
Loài này gần giống nhất với Z. kangleipakense và Z. roseum; nhưng khác với Z. kangleipakense ở chỗ lưỡi bẹ 2 thùy có lông tơ, lá bắc con thuôn dài-hình mác dài hơn ống tràng với đỉnh 2 răng, ống tràng có lông tơ với các thùy màu đỏ, cánh môi màu trắng với các sọc màu đỏ ánh tía, bao phấn có cuống với chỉ nhị 3–4 mm và vòi nhụy tương đối ngắn hơn, chỉ dài 4,5–5 cm.
Nó khác với Z. roseum ở chỗ có phiến lá hình trứng đến hình mác ngược có lông tơ cả hai mặt, cuống cụm hoa tương đối ngắn hơn, dài 1,5–3 cm, các lá bắc thuôn dài-hình mác đến thuôn dài-thẳng màu xanh lục nhạt đến trắng kem, ống tràng ngắn hơn lá bắc, cánh môi màu trắng với sọc màu đỏ ánh tía, với các nhị lép bên tiêu giảm, hình trứng, 2 răng và các hạt phấn hoa với các sọc không tụ lại ở đỉnh.